# Ангелска елха
„Ангелска елха“ е ежегодна национална програма на Дружеството за религиозна и обществена подкрепа на лишените от свобода (Prison Fellowship Bulgaria). Програмата цели да зарадва децата на временно лишените от свобода с подаръци за християнския празник Рождество Христово. Доброволци на организацията събират подаръци и организират тържества за семействата на осъдените в градовете, в които има затвори.
Програмата подпомага заздравяването на семейните отношения и подпомага укрепването на връзката между осъдения родител и неговите деца.
През годините, в които се реализира програмата (1999–2004 г.), подаръци са получили над 4500 деца на лишени от свобода родители.
Всяка година в кампанията участват стопански организации, училища, медии и много граждани.
Програмата е част от едноименната световна програма „Angel Tree“, която се реализира вече в 98 страни. Така осъдени от цял свят, благодарение на Prison Fellowship International – Световната асоциация за служение в затворите, имат възможност да дарят подарък на своето дете.
Представителството на Дружеството за религиозна и обществена подкрепа на лишените от свобода в София се намира на ул. „Ангел Кънчев“ №2, откъдето може да се получи повече информация.